# Zimna Woda (Nidzica)
Zimna Woda (deutsch Kaltenborn) ist ein Dorf in der polnischen Woiwodschaft Ermland-Masuren. Es gehört zur Gmina Nidzica (Stadt- und Landgemeinde Neidenburg) im Powiat Nidzicki (Kreis Neidenburg).

## Geographische Lage
Zimna Woda liegt südlich des Kaltenborner Sees (polnisch Jezioro Czarne) in der südwestlichen Mitte der Woiwodschaft Ermland-Masuren, 15 Kilometer nordöstlich der Kreisstadt Nidzica (deutsch Neidenburg).

## Geschichte

### Ortsgeschichte
Bereits 1436 existierte das nach 1785 Zimnawodda, nach 1820 Zimnawodo und bis 1893 Zimnawodda genannte Dorf. In den Jahren 1818 und 1871 hatte es 54 bzw. 183 Einwohner. 1874 kam es zum neu gebildeten Amtsbezirk Omulef (polnisch Omulew) im ostpreußischen Kreis Neidenburg. Aufgrund seines fremdländisch klingenden Namens wurde Zimnawodda am 23. Juli 1893 in „Kaltenborn“ umbenannt.
Der Amtsbezirk Omulef wurde nach 22 Jahren aufgelöst. Neues Amtsdorf wurde Kaltenborn – und damit namensgebend für einen neuen Amtsbezirk, der bis 1945 bestand und zum Kreis Neidenburg im Regierungsbezirk Königsberg (ab 1905: Regierungsbezirk Allenstein) in der Provinz Ostpreußen gehörte.
Im Jahre 1910 waren in Kaltenborn 261 Einwohner gemeldet: 213 im Dorf und 48 im Forstgutsbezirk. 1929 wurde der Gutsbezirk „Kaltenborn, Forst“ in den neu gebildeten „Gutsbezirk Hartigswalde, Anteil Kreis Neidenburg, Forst“ ausgegliedert. Die Zahl der Einwohner in der Gemeinde Kaltenborn belief sich 1933 auf 228 und 1939 auf 305.
Aufgrund der Bestimmungen des Versailler Vertrags stimmte die Bevölkerung in den Volksabstimmungen in Ost- und Westpreußen am 11. Juli 1920 über die weitere staatliche Zugehörigkeit zu Ostpreußen (und damit zu Deutschland) oder den Anschluss an Polen ab. In Kaltenborn stimmten 149 Einwohner für den Verbleib bei Ostpreußen, auf Polen entfielen keine Stimmen.
Als 1945 das gesamte südliche Ostpreußen in Kriegsfolge an Polen überstellt wurde, war auch Kaltenborn davon betroffen. Das Dorf ist heute eine Ortschaft im Verbund der Stadt- und Landgemeinde Nidzica (Neidenburg) im Powiat Nidzicki (Kreis Neidenburg), bis 1998 der Woiwodschaft Olsztyn, seither der Woiwodschaft Ermland-Masuren zugehörig.

### Amtsbezirk Kaltenborn (1896–1945)
Zum Amtsbezirk Kaltenborn gehörten:
| Deutscher Name    | Polnischer Name | Anmerkungen                                                                        |
| ----------------- | --------------- | ---------------------------------------------------------------------------------- |
| Czarnau           |                 | wohl in Omulef aufgegangen                                                         |
| Kaltenborn, Dorf  | Zimna Woda      |                                                                                    |
| Kaltenborn, Forst |                 | 1929 in den Gutsbezirk Hartigswalde, Anteil Kreis Neidenburg, Forst, eingegliedert |
| Omulef            | Omulew          | 1928 nach Omulefofen eingemeindet                                                  |
| Omulefmühle       | Przysowy        | 1928 nach Omulefofen eingemeindet                                                  |
| Omulefofen        | Kot             |                                                                                    |
| Wallendorf        | Wały            |                                                                                    |

Am 1. Januar 1945 bildeten nur noch die Gemeinden Kaltenborn, Omulefofen, Wallendorf und Hartigswalde, Anteil Kreis Neidenburg, Forst, den Amtsbezirk Kaltenborn.

## Kirche

### Evangelisch
Im Jahre 1871 zählte Zimnawodda 199 evangelische Kirchenglieder. Bis 1945 war Kaltenborn   in die evangelische Kirche Muschaken (polnisch Muszaki) in der Kirchenprovinz Ostpreußen der Kirche der Altpreußischen Union eingepfarrt. Heute gehört das Dorf zur Pfarrei Nidzica (Neidenburg) in der Diözese Masuren der Evangelisch-Augsburgischen Kirche in Polen.

### Römisch-katholisch

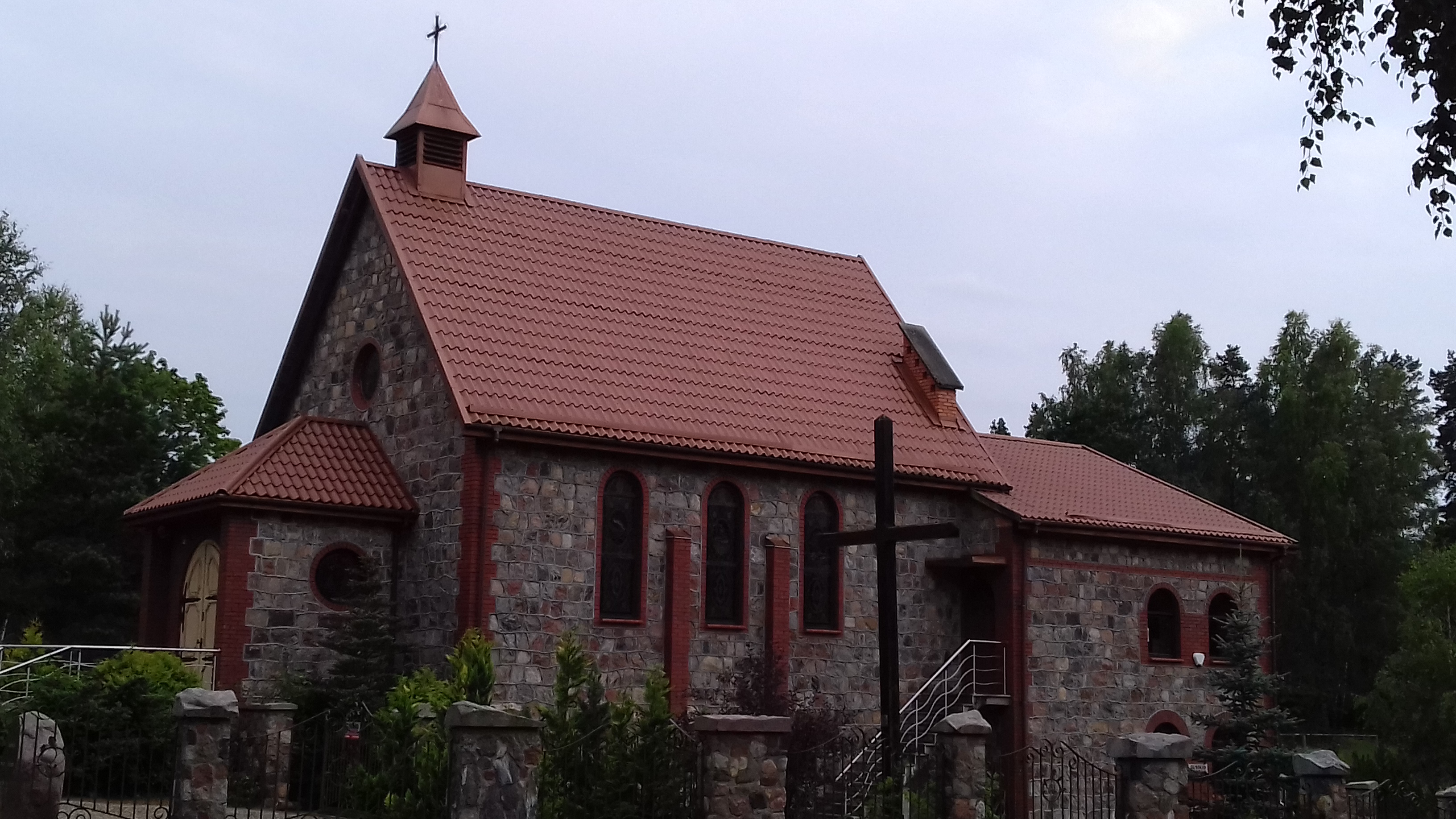
Die röm.-kath. St.-Hubertus-Kirche in Zimna Woda

Die Zahl der Katholiken in Zimnawodda im Jahre 1871 belief sich auf elf. Sie waren der Pfarrkirche in Nidzica (Neidenburg) im Bistum Ermland zugehörig. Nach dem Zweiten Weltkrieg kamen zahlreiche Neubürger nach Zimna Woda, die fast ausnahmslos römisch-katholische Konfession waren. Im Jahre 2004 wurde hier ein Gotteshaus aus Feldsteinen errichtet, das St. Hubertus, dem Schutzpatron der Jäger und Förster gewidmet wurde. Staatliche Forststellen sowie private Jagdpersonen waren es auch, die sich an dem Kirchenbau finanziell beteiligten und für ein jagdgerechtes Interieur der Kirche sorgten: Jagdtrophäen wie Geweihe am Altar und an den Wänden oder auch als Kronleuchter gefertigt.
Die Kirche ist eine Filialkirche der Pfarrei Napiwoda (Grünfließ) im Dekanat Nidzica im Erzbistum Ermland.

## Verkehr
Zimna Woda liegt an der verkehrsreichen Woiwodschaftsstraße 545, die durch den gesamten Powiat Nidzicki verläuft und die Städte Działdowo (Soldau) und Nidzica (Neidenburg) mit der Landgemeinde Jedwabno (1938 bis 1945 Gedwangen, bereits im Powiat Szczycieński gelegen) verbindet. Von den Nachbarorten Wały (Wallendorf) und Omulew (Omulef) führen Nebenstraßen in den Ort. Eine Anbindung an den Bahnverkehr existiert nicht.

## Sonstiges
In dem Filmdrama „Der Unhold“ aus dem Jahr 1996, bei dem Volker Schlöndorff die Regie führt, wird eine Napola-Burg Kaltenborn erwähnt. Mit dem Namen wird auf den Forst Kaltenborn im Kreis Neidenburg angespielt, der zum begehrten und viel genutzten Jagdgebiet des NSDAP-Gauleiters für Ostpreußen, Erich Koch, gehörte. So ließ dieser sich das Forsthaus Goldberg (polnisch Złota Góra) zu seiner Jagdresidenz einrichten und eine Jagdhütte in den Goldbergen (polnisch Złote Góry) bauen. Die Forstamtsleiter, die gegen seinen Jagdtrieb im Staatsforst Kaltenborn opponierten, ließ er kurzerhand in Förstereien außerhalb Ostpreußens versetzen.